# Taschkentia bucharensis
Taschkentia bucharensis är en mångfotingart som beskrevs av Karl Wilhelm Verhoeff 1930. Taschkentia bucharensis ingår i släktet Taschkentia och familjen storjordkrypare.
Artens utbredningsområde är Uzbekistan. Inga underarter finns listade i Catalogue of Life.